# Sparasion relator
Sparasion relator är en stekelart som beskrevs av Mikhail Vasilievich Kozlov och Kononova 1988. Sparasion relator ingår i släktet Sparasion och familjen Scelionidae. Inga underarter finns listade i Catalogue of Life.